# Чернышёва, Анна Александровна
Графиня Анна Александровна Чернышёва (урождённая Исленьева, 1740—1794) — модная светская дама, супруга генерал-фельдмаршала по флоту, президента Адмиралтейств-коллегии графа Ивана Григорьевича Чернышёва.

## Биография
Одна из двух дочерей поручика гвардии Александра Васильевича Исленьева, умершего в год ёе рождения, и Марии Артемьевны (1722—1787), дочери генерал-аншефа А. Г. Загряжского. После смерти в 1754 г. второго мужа, барона А. Г. Строганова, мать её сделалась одной из богатейших женщин России.
В 1757 году Анна Исленьева выдана замуж за овдовевшего графа Ивана Чернышёва. После назначения мужа послом в Англию сопровождала его в Лондон. Также сопровождала его на конгресс в Аугсбурге в 1766 году.
В правление Екатерины II графиня Чернышёва принадлежала к числу самых модных дам высшего общества Санкт-Петербурга. Способствовало этому не только высокое положение супруга, но и её родство (по матери) со светлейшим князем Потёмкиным. Была очень дружна с великой княгиней Натальей Алексеевной. Да и сама императрица была частой гостьей в доме Чернышёвых. Так, в 1766 году будучи у них на новоселье в новом доме, Екатерина II подарила Анне Александровне бриллиантовую эгретку. Приветливая и любезная графиня была весьма любима в обществе и вела светскую жизнь. Её имя встречается в списках приглашённых на спектакль у графа П. Б. Шереметева, где она исполняла обязанности «указательницы мест».
Радушный приём у графини находили иностранные дипломаты и путешественники, с многими из которых она познакомилась во время своих заграничных поездок. Некий кавалер де Порталис, влюбившийся в неё в Париже, даже последовал за ней в Санкт-Петербург, где, однако же, был встречен довольно холодно к удивлению его друзей из французского посольства. Сам французский посол маркиз Жуинье, по слухам, истратил много денег на уплату долгов графини в Париже. Самую полную и при этом весьма нелестную характеристику графини оставил ещё один представитель французских дипломатов, её частый посетитель де Корберон, впрочем имевший причины считать себя обиженным презрением, с которым Чернышёва отвергла его посредничество в любовной интриге с Порталисом.

Сегодня я обедал у графа Ивана Чернышова и чуть не умер с тоски. Он хотя не глуп, но хуже того: он — в полном смысле слова придворный и потому в их доме царствует невозможная натянутость. Жена его положительно глупа и вообще скучна. Любезна только с теми, кто ей нужен в данную минуту; очень строга к другим, а сама, как говорит весь город, не умела ни в чём отказать своему камердинеру.
Корберон же намекал, что за денежное вознаграждение, оказываемое её мужу, графиня сообщала различные сведения иностранным дипломатам, причём заведомо ложные.
Несмотря на высокое положение мужа, графиня так и не получила ни должности статс-дамы, ни Екатерининской ленты, хотя обе её дочери стали фрейлинами.
Скончалась в 1794 году во время поездки в Рим, похоронена в Благовещенской церкви Александро-Невской лавры.

## Семья

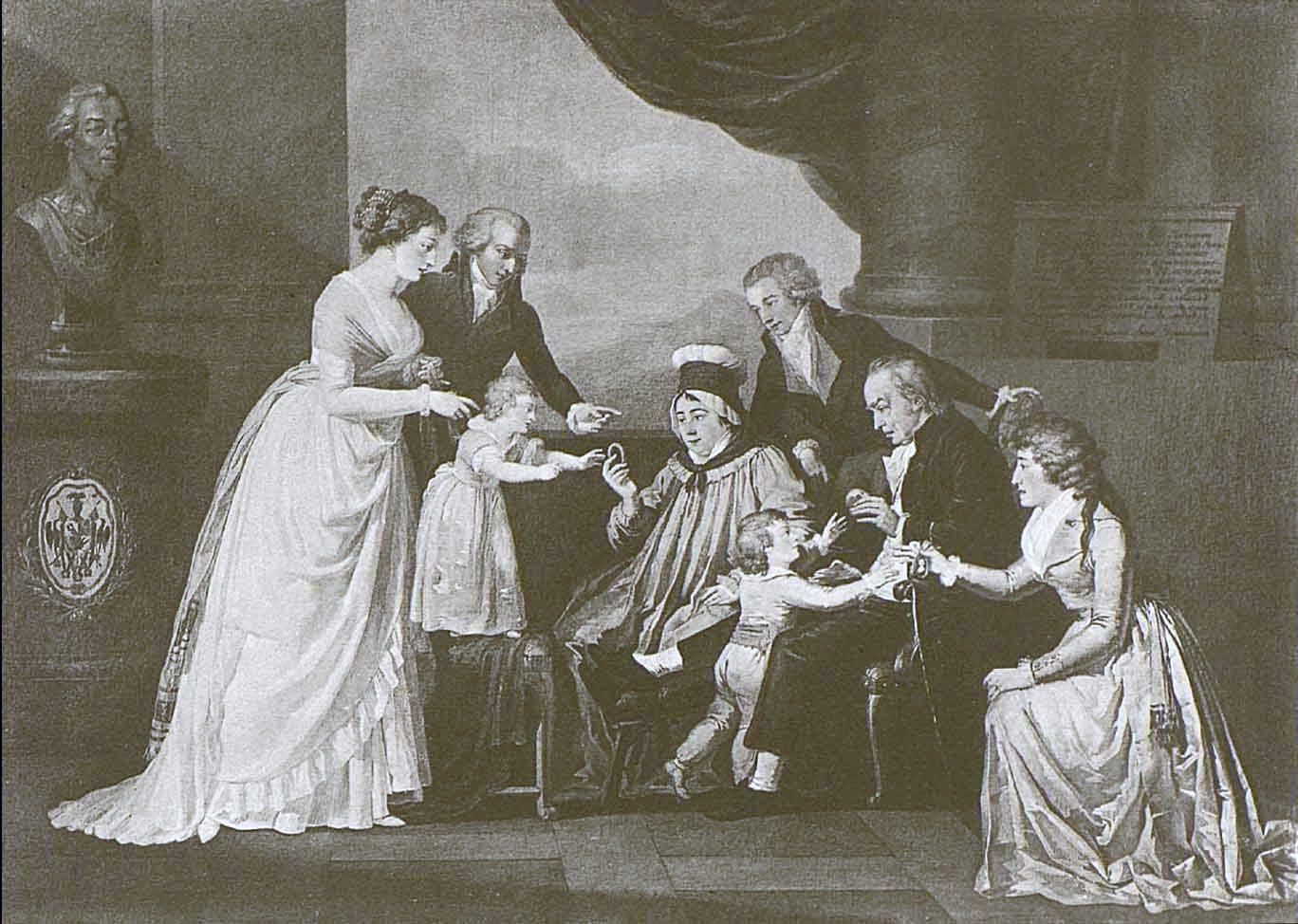
Граф Иван Чернышёв с женой Анной в окружении детей и внуков: сын Григорий и обе дочери — справа Анна, и слева старшая дочь Екатерина с мужем Ф. Ф. Вадковским и детьми Иваном и Павлом

С 1757 года Анна Александровна Исленьева в браке с Иваном Григорьевичем Чернышёвым. У супругов родились дети:
- Григорий Иванович (1762—1831), масон, действительный тайный советник, обер-шенк.
- Екатерина Ивановна (1766—после 1826), фрейлина Екатерины II, с 1789 года замужем за сенатором Ф. Ф. Вадковским (1756—1806).
- Анна Ивановна (1776—1817), фрейлина, замужем за литератором А. А. Плещеевым.